# Agnes Forstenberg
Agnes Forstenberg, född 9 april 1985 i Skivarps församling, är en svensk skådespelare. Forstenberg har bland annat arbetat för Malmö stadsteater, Regionteatern Blekinge Kronoberg, Borås stadsteater och Byteatern.

## Teater

### Roller (ej komplett)
| År   | Roll | Produktion                                           | Regi            | Teater                                        |
| ---- | ---- | ---------------------------------------------------- | --------------- | --------------------------------------------- |
| 2012 |      | Gengångare och zombies Henrik Ibsen och Gustav Tegby | Rikard Lekander | Malmö stadsteater                             |
| 2018 |      | Bortbytingen Selma Lagerlöf                          | Rikard Lekander | Regionteatern Blekinge Kronoberg/ Riksteatern |